# チャールハーサン
チャールハーサン（Charuhasan、1931年1月5日 - ）は、インドの弁護士、俳優。タミル語映画、カンナダ語映画、テルグ語映画、マラヤーラム語映画、ヒンディー語映画で活動し、国家映画賞 主演男優賞を受賞している。タミル語映画の俳優カマル・ハーサンの兄であり、同じくタミル語映画の女優スハーシニ・マニラトナムの父である。

## 生い立ち
1931年1月5日、弁護士で独立運動家のD・シュリーニヴァーサンとラージャラクシュミの息子として生まれる。チャールハーサンは夫妻の長男であり、末弟のカマル・ハーサンとは23歳差である。
幼少期に事故に遭ったことが理由で学校に通うことができず、家庭教師から教育を受け、9歳の時に5年生として学校に入学した。1949年にベラガーヴィのラージャー・ラカムガウダ法科大学に進学し、1951年に弁護士資格を得た。その後、1951年から1981年にかけて弁護士として活動し、イマヌヴェール・デーヴェンドラル殺人事件ではパスンポン・ムトゥラーマリンガ・テーヴァルの弁護士を務めるなど、著名な事件に携わった。この時期、チャールハーサンはペリヤールの合理主義に感銘を受け、彼からは「シシュヤン（sishyan、弟子）」と呼ばれ、目をかけられていた。

## キャリア
チャールハーサンは幼少期から映画に興味を抱き、1940年代には一日に2本の外国映画を鑑賞していた。弟のカマル・ハーサンが子役として映画に出演するようになると、チャールハーサンは弟の世話係として撮影現場に出入りするようになり、1979年にマヘンドランの『Uthiripookkal』で俳優デビューした。これ以降、彼は『Vedham Pudhithu』『Tabarana Kathe』『ダラパティ 踊るゴッドファーザー』など120本以上の映画に出演してサブキャラクターや悪役を演じている。また、監督として『Pudhiya Sangamam』『IPC 215』の2本の映画を製作している。

## フィルモグラフィー

### カンナダ語映画
- Tabarana Kathe（1987年）
- Kubi Matthu Iyala（1992年）
- Durga Shakti（1999年）
- Neelambari（2001年）

### マラヤーラム語映画
- Unni Vanna Divasam（1984年）
- Vazhiyorakazchakal（1987年）
- Adharvam（1989年）
- Vachanam（1990年）
- Randam Varavu（1990年）
- Aayushkalam（1992年）
- Gandhari（1993年）
- Kanchanam（1996年）
- Guru（1997年）
- War and Love（2003年）
- Hai（2005年）
- Raghuvinte Swantham Raziya（2011年）

### タミル語映画
- Uthiripookkal（1979年）
- Nenjathai Killathe（1980年）
- Nizhalgal（1980年）
- Moondru Mugam（1982年）
- Rani Theni（1982年）
- Agni Sakshi（1982年）
- Oorukku Upadesam（1984年）
- Meendum Oru Kaathal Kathai（1985年）
- Vikram（1986年）
- Raja Mariyadhai（1987年）
- Vedham Pudhithu（1987年）
- Paasa Paravaigal（1988年）
- Andru Peytha Mazhaiyil（1989年）
- ダラパティ 踊るゴッドファーザー（1991年）
- Anbu Sangili（1991年）
- Nattukku Oru Nallavan（1991年）
- ヴィーラ 踊るONE MORE NIGHT!（1994年）
- Thendral Varum Theru（1994年）
- Jaihind（1994年）
- Rajavin Parvaiyile（1995年）
- Kaadhale Nimmadhi（1998年）
- Velai（1998年）
- Dhill（2001年）
- Thamizhan（2002年）
- Pon Megalai（2005年）
- Karka Kasadara（2005年）
- Yuga（2006年）
- Uthamaputhiran（2010年）
- Sillunu Oru Sandhippu（2013年）
- Saithan（2016年）
- Odu Raja Odu（2018年）
- Dha Dha 87（2019年）

### テルグ語映画
- Subhodhayam（1980年）
- Jamadagni（1988年）
- Inspector Rudra（1990年）
- Neti Siddhartha（1990年）
- Surya IPS（1991年）
- Shanti Kranti（1991年）
- Nirnayam（1991年）
- Ankuram（1993年）
- Matru Devo Bhava（1993年）
- Mounam（1995年）
- Naa Peru Surya, Naa Illu India（2018年）
- Venky Mama（2019年）
- Dear Comrade（2019年）
- Gamanam（2021年）
- Popcorn（2023年）

### 監督
- Pudhiya Sangamam（1982年）
- IPC 215（2003年）

## 受賞歴
| 年                                | 部門                         | 作品名                | 結果       | 出典       |
| 国家映画賞                        | 国家映画賞                   | 国家映画賞            | 国家映画賞 | 国家映画賞 |
| --------------------------------- | ---------------------------- | --------------------- | ---------- | ---------- |
| 1987年                            | 主演男優賞                   | 『Tabarana Kathe』    | 受賞       | [ 6 ]      |
| フィルムフェア賞 南インド映画部門 |                              |                       |            |            |
| 1993年                            | カンナダ語映画部門主演男優賞 | 『Kubi Matthu Iyala』 | 受賞       |            |
| カルナータカ州映画賞              |                              |                       |            |            |
| 1986-87年                         | 主演男優賞                   | 『Kubi Matthu Iyala』 | 受賞       |            |

## 書籍
- 『Thinking on my Feet : Charuhasan Autobiography』：LiFi Publications出版（2015年2月1日）